# Alvania canonica
Alvania canonica är en snäckart som först beskrevs av Dall 1927.  Alvania canonica ingår i släktet Alvania och familjen Rissoidae. Inga underarter finns listade i Catalogue of Life.